# Dätgen
Dätgen ist eine Gemeinde im Kreis Rendsburg-Eckernförde in Schleswig-Holstein.

## Geografie

### Geografische Lage
Das Gemeindegebiet von Dätgen erstreckt sich im westlichen Bereich der naturräumlichen Haupteinheit Ostholsteinisches Hügel- und Seenland (Nr. 702) südöstlich vom Brahmsee und westlich vom Bordesholmer See. Im Süden des Gemeindegebiets erstreckt sich großflächig bis hinein in die angrenzenden Gemeindegebiete das Große Moor bei Dätgen.
Nördlich der Bundesautobahn 215 befindet sich im Gemeindegebiet ein Teil des Waldgebietes „Gehege Sören“ mit dem NATURA 2000-Schutzgebiet FFH-Gebiet Staatsforst Langwedel-Sören.

### Gemeindegliederung
Die weiträumige ländliche Gemeinde gliedert sich siedlungsgeographisch in die Wohnplätze des namenstiftenden Dorfes, die Häusersiedlungen Moorsiedlung und Schwartberg und die (Einzel)haussiedlungen Op de Hai, Scharfeck, Viehörn und Wilhelmshöh.

### Nachbargemeinden
Unmittelbar angrenzende Gemeindegebiete von Dätgen sind:
| Langwedel                           |                                             | Sören    |
|                                     | Kompassrose, die auf Nachbargemeinden zeigt | Hoffeld  |
| Borgdorf-Seedorf, Schülp b. Nortorf | Loop                                        | Schönbek |

## Geschichte
Der Ort wurde im 15. Jahrhundert erstmals erwähnt, als er an das Augustinerkloster in Bordesholm verkauft wurde.
Nachdem das Kloster 1567 aufgelöst worden war, ging die Gemeinde in den Zuständigkeitsbereich des Amtes Bordesholm über, bei dem sie bis 1948 verblieb.
Beim Torfstechen wurde 1959 der Rumpf eines etwa 30-jährigen Mannes gefunden, der im zweiten Jahrhundert im Moor versenkt worden war. Den abgetrennten Kopf entdeckte man 1960, etwa 30 Meter vom Körper entfernt. Die Moorleiche von Dätgen trägt die typische Haartracht der Sueben, einen Suebenknoten. Der Erhaltungszustand war so gut, dass Proben aus Magen, Dünndarm und Enddarm die Zusammensetzung der letzten Mahlzeit ergaben. Der Mann war mehrfach schwer verletzt, mit einem Stich ins Herz getötet und dann enthauptet worden. Die Moorleiche befindet sich jetzt im Archäologischen Landesmuseums, Schloss Gottorf in Schleswig, und zwar im Ausstellungsteil „Tod und Jenseits“.
Heute wird Dätgen vom Amt Nortorfer Land mitverwaltet.

## Politik

### Gemeindevertretung
Bei der Kommunalwahl am 14. Mai 2023 wurden insgesamt neun Sitze vergeben. Diese fielen erneut alle an die Kommunale Wählergemeinschaft Dätgen. Die Wahlbeteiligung betrug 56,1 %.

### Wappen
Blasonierung: „Von Grün und Gold gespalten, darauf ein von einer Getreideähre rechts und einem Rohrkolben links begleiteter bewurzelter Laubbaum in verwechselten Farben.“

## Wirtschaft und Infrastruktur

### Wirtschaft
Die Wirtschaft im Gemeindegebiet war über viele Jahre vom Torfstich im Großen Moor geprägt. Die wirtschaftliche Nutzung wurde im Jahr 2010 eingestellt.
Nach wie vor prägt die landwirtschaftliche Urproduktion, trotz des branchenspezifischen Strukturwandels, die Erwerbssituation. So sind von ehemals über 15 Bauernhöfen aktuell (Stand 2018) nur drei im Vollerwerb verblieben.
Die Rinderzucht Schleswig-Holstein eG betreibt in der Gemeinde einen Stall als Sammelpunkt für den weltweiten Export der Zuchttiere.
Im Bereich des Dorfes sind mehrere mittelständische Gewerbebetriebe angesiedelt.
Im Jahr 2003 wurde außerhalb der Dorflage in der östlichen Gemarkung ein Gewerbegebiet erschlossen, welches seit 2018 erweitert wird. Hier, in Nähe des Autobahnanschlusses Bordesholm der A 7, besteht seit Ende 2013 ein Autohof mit Tankstellenbetrieb, Truckstop und Fastfoodrestaurant.

### Verkehr
Im Gemeindegebiet von Dätgen befindet sich die Anschlussstelle Bordesholm (Nr. 18) der Bundesautobahn 7. Sie bindet an die schleswig-holsteinische Landesstraße 49 an, die in westlicher Richtung direkt in die Dorflage der Gemeinde und weiter nach Nortorf führt, in östlicher Richtung zur Bundesautobahn 21 an der Anschlussstelle Nettelsee (Nr. 6).